# (6204) MacKenzie
(6204) MacKenzie es un asteroide perteneciente al cinturón de asteroides, región del sistema solar que se encuentra entre las órbitas de Marte y Júpiter, descubierto el 6 de mayo de 1981 por Carolyn Shoemaker desde el Observatorio del Monte Palomar, Estados Unidos.

## Designación y nombre
Designado provisionalmente como 1981 JB3. Fue nombrado MacKenzie en homenaje a Norman MacKenzie, experto en la poesía de Gerard Manley Hopkins. Profesor de inglés en la Universidad de Rhodesia de 1954 a 1964, posteriormente estuvo en la Universidad de Queen en Canadá. Sus trabajos incluyen la coedición de la cuarta edición de Poemas de Hopkins en 1967, y más recientemente las Obras poéticas de textos en inglés de Oxford también de Gerard Manley Hopkins, en 1990. Norman MacKenzie ha seguido de cerca la obra de Hopkins de la naturaleza, en particular la astronomía, y ha mantenido un interés activo en el cielo durante toda su vida.

## Características orbitales
MacKenzie está situado a una distancia media del Sol de 2,197 ua, pudiendo alejarse hasta 2,450 ua y acercarse hasta 1,944 ua. Su excentricidad es 0,115 y la inclinación orbital 5,154 grados. Emplea 1189,86 días en completar una órbita alrededor del Sol.

## Características físicas
La magnitud absoluta de MacKenzie es 14,3. Tiene 2,924 km de diámetro y su albedo se estima en 0,474. 